# Park Ji-yoon
Park Ji-yoon (hangeul: 박지윤; hanja: 朴志胤; née le 3 janvier 1982) est une chanteuse, actrice et mannequin sud-coréenne qui a débuté en tant que modèle à l'âge de 13 ans. Elle détient un baccalauréat universitaire des lettres en Musique postmoderne et une maîtrise universitaire des lettres en Arts et Culture de l'Université Kyung Hee.

## Carrière
Après avoir commencé sa carrière de mannequin publicitaire à l'âge de 13 ans, Park sort son premier album studio en 1997, intitulé Skyblue Dream. Ses tubes "Skyblue Dream" (en coréen : 하늘색 꿈) issu de son premier album, "Coming-of-Age Ceremony" (en coréen : 성인식) issu du quatrième et "I'm a Man" (en coréen : 난 남자야) issu de Man, ont été très appréciés par les fans,.
Cependant, à cause de différends créatifs, Park quitte JYP Entertainment après son sixième album studio Woo~ Twenty One; elle se sentait contrôlée par le producteur Park Jin-young, ce qui l'empêchait de montrer sa vraie personne. Park a pris une longue pause loin du chant et s'est intéressée aux films et aux comédies musicales.
Six ans plus tard, Park revient avec son 7e album studio, Flower, Again for the First Time. Abandonnant son image sexy de Coming-of-Age Ceremony, Park a tenté de mettre dans cet album ses expériences de la vingtaine, écrivant trois chansons, contrôlant le processus créatif de la production et donnant ses propres photos pour le design de l'album. Elle fait son retour avec la chanson « In My Fading Memory » (en coréen : 바래진 기억에) lors du Music Core de MBC et de l'Inkigayo de SBS. La chanson a été écrite et produite par Kim Yong-rin de Dear Cloud.
Son 8e album studio, Tree of Life est sorti le 16 février 2012. Recevant des critiques positives, Park collabore une nouvelle fois avec Kim Yong-rin. Elle a aussi travaillé avec Jung Jun-il de Mate et Kwon Soon-kwan de No Reply. Park a écrit la plupart des chansons de cet album ; « At That Time » (en coréen : 그땐), « Afternoon » (en coréen : 오후), « The Road to You » (en coréen : 너에게 가는 길), « Star » (en coréen : 별) et « Quiet Dream ». Tout comme lors de son dernier album, Park a fourni la photographie de Tree of Life, collaborant sur l'artwork de l'album avec sa sœur aînée, qui travaille dans le design graphique. La chanson "The Road to You" figure dans le trailer coréen du film hollywoodien My Week with Marilyn dans lequel joue Michelle Williams.
Park rejoint l'agence Mystic89, et fait son retour fin octobre 2013. Ses premiers singles digitaux sortis sous Mystic89 sont "Mr.", produit par Primary et "Witness", produit par Yoon Jong-shin. Mystic89 et Park prévoient de sortir plusieurs mini-albums, collaborant avec les meilleurs auteurs et producteurs. La musique sera un mélange varié de plusieurs genres. Son nouvel album sorti sous Mystic fut un succès commercial, la chanson-titre se classant à la 1re place de classements musicaux coréens tels que Naver Music et Daum Music dès sa sortie.
Après ce mini-album avec Mystic, Park revient à son « Park Ji Yoon Creative » afin de se concentrer sur sa carrière d'auteur-interprète. Elle sort son 9e album "Park Ji Yoon 9" le 2 mars 2017. L'album contient dix chansons, dont huit sont de sa composition. L'album ressemble plus au 7e et au 8e, et utilise des instruments classiques.

## Discographie
- Skyblue Dream (1997)
- Blue Angel (1998)

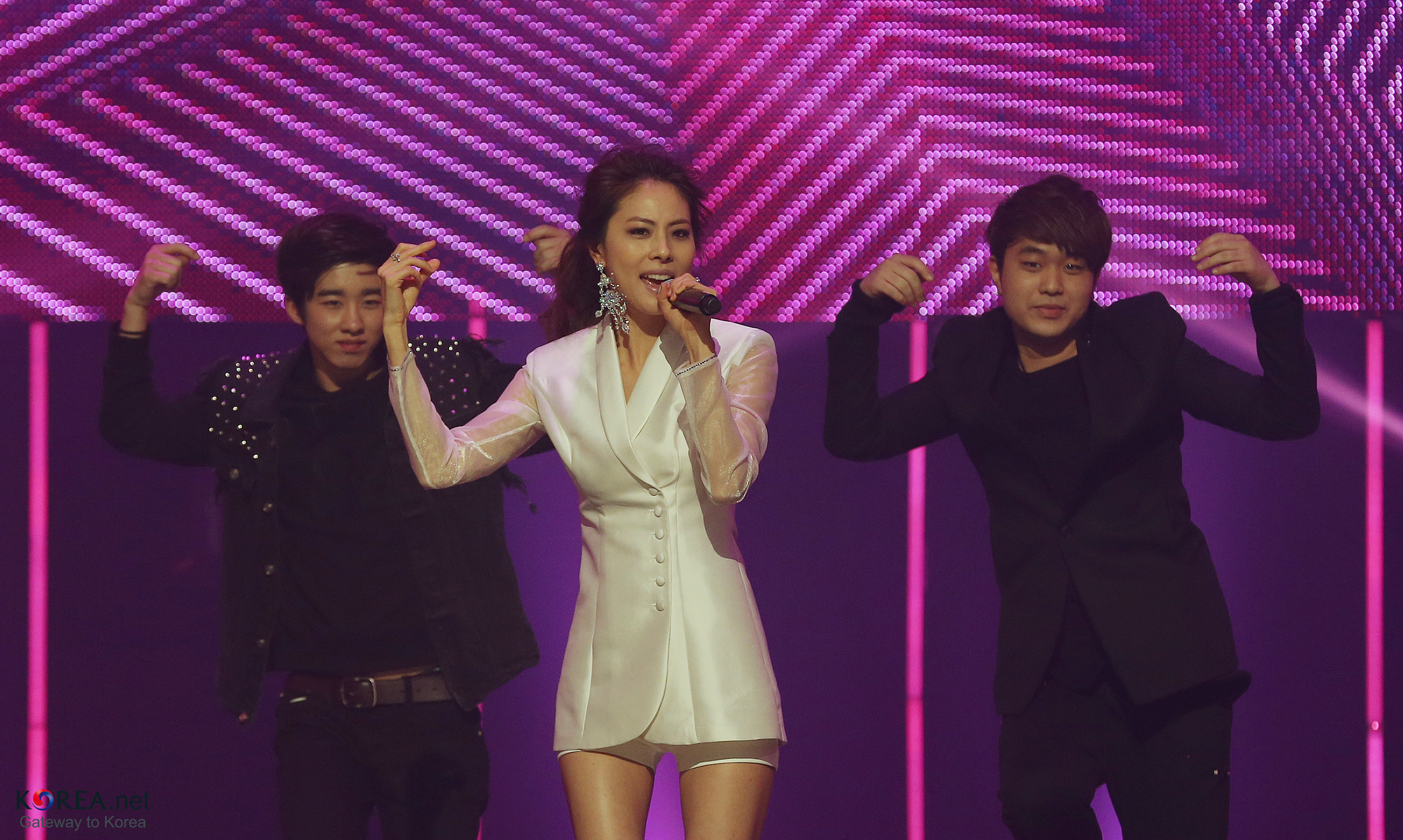
Park Ji-yoon en 2014

- The Age Ain't Nothing But a Number (1999)
- Coming-of-Age Ceremony (2000)
- Man (2002)
- Woo~ Twenty One (2003)
- Flower, Again for the First Time (2009)
- Tree of Life (2012)
- Mr. (Single) (2013)
- Inner Space (Single) (2014)
- Beep (Single) (2014)
- Yoo Hoo (Single) (2014)
- O(오) (Single) (2016)
- Parkjiyoon9 (2017)

## Filmographie

### Télévision
| Année     | Titre                      | Rôle         | Chaîne    |
| --------- | -------------------------- | ------------ | --------- |
| 1993      | Dinosaur Teacher           |              | SBS       |
| 1998      | Three Guys and Three Girls | Park Ji-yoon | MBC       |
| 1999      | Ghost                      | Jun-hee      | SBS       |
| 2004      | 2004 Human Market          | Oh Da-hye    | SBS       |
| 2006-2008 | Bicheonmoo                 | Taruga Sulli | GDTV/SBS  |
| 2011      | Lie to Me                  | Manager Park | SBS       |
| 2012      | Goodbye Dear Wife          | Oh Hyang-gi  | Channel A |
| 2012      | Family                     | Woo Ji-yoon  | KBS2      |
| 2013      | Pretty Man                 | Myo-mi       | KBS2      |

### Films
| Année | Titre       | Rôle                |
| ----- | ----------- | ------------------- |
| 1998  | First Kiss  | Joo Yoo-won (caméo) |
| 2010  | Seoul       | Ji-hye              |
| 2012  | Grape Candy | So-ra               |

## Récompenses et nominations

### Mnet Asian Music Awards
| Année | Travail nommé            | Catégorie                  | Résultat   |
| ----- | ------------------------ | -------------------------- | ---------- |
| 1999  | "아무것도 몰라요"        | Meilleure artiste féminine | Nomination |
| 2000  | "Coming of Age Ceremony" | Meilleure artiste féminine | Lauréat    |
| 2000  | "Coming of Age Ceremony" | Meilleure danse            | Nomination |